# Папп, Арпад
Арпад Папп (венг. Papp Árpád; 14 декабря 1927, Уйпешт — 4 июня 1982, Будапешт) — венгерский коммунист, армейский политический функционер. Участвовал в подавлении Венгерского восстания 1956 года. В 1962—1980 командовал партийными военизированными формированиями — «Рабочей милицией». Был членом ЦК ВСРП.

## Происхождение
Родился в семье рабочего-механика. После четырёх классов начальной школы поступил в электротехническое училище. В 15-летнем возрасте примкнул к нелегальной молодёжной коммунистической организации.

## Партийный функционер в армии
В 1945 Арпад Папп вступил в Коммунистическую партию Венгрии, с 1948 — член ВПТ. Занимал руководящие должности в профсоюзной и кооперативном аппарате. В 1950 окончил партийные военно-политические курсы. Служил в качестве «политического офицера». В 1954 поступил в военную академию.
В ноябре 1956 года Папп в составе партийного ополчения участвовал в подавлении Венгерского восстания. С 1958 Арпад Папп занимал командные должности в военизированных формированиях ВСРП — «Рабочей милиции».

## Командующий «Рабочей милицией»
В 1962 году Арпад Папп сменил Лайоша Халаша на посту командующего «Рабочей милицией». Уделял особое внимание идеологической подготовке бойцов. Командовал «Рабочей милицией» до 1980, когда был заменён Шандором Борбеем. С 1966 и до кончины состоял в ЦК ВСРП.
Скончался Арпад Папп в возрасте 54 лет.